# El ojo de la mente (The X-Files)
«Mind's Eye» es el decimosexto episodio de la quinta temporada de la serie de televisión estadounidense de ciencia ficción The X-Files. El episodio se emitió por primera vez en los Estados Unidos el 19 de abril de 1998 en la cadena Fox. Fue escrito por Tim Minear y dirigido por Kim Manners. El episodio es una historia del «monstruo de la semana», una trama independiente que no está relacionada con la amplia mitología de la serie. «Mind's Eye» recibió una calificación Nielsen de 10,4 y fue visto por 16,53 millones de espectadores. El episodio recibió críticas moderadamente positivas, y muchos críticos elogiaron la actuación de Lili Taylor como Glenn. Por su trabajo en este episodio, Taylor fue nominada al premio Primetime Emmy a la mejor actriz invitada en una serie dramática.
El programa se centra en los agentes especiales del FBI Fox Mulder (David Duchovny) y Dana Scully (Gillian Anderson) que trabajan en casos relacionados con lo paranormal, llamados expedientes X. En este episodio, Mulder y Scully investigan un asesinato que parece haber sido cometido por una mujer ciega, Marty Glenn (Lili Taylor), pero Mulder sospecha que ella es capaz de ver imágenes de alguna otra forma. Eventualmente, se revela que Glenn, aunque ciega, puede ver las acciones de su padre asesino a través del ojo de su mente.
«Mind's Eye» se inspiró en el concepto de «visión remota», o poder ver eventos más allá del rango de visión normal. Minear buscó convertir a Glenn en el opuesto del personaje de Audrey Hepburn en la película de 1967 Wait Until Dark, en la que Hepburn interpretó el papel de una ciega inocente pero aterrorizada. «Mind's Eye» marcó la rara aparición televisiva de Taylor, quien trabajó principalmente en películas independientes de gran reputación. De hecho, la propia Taylor solicitó aparecer en la serie.

## Argumento
En Wilmington, Delaware, una mujer ciega llamada Marty Glenn (Lili Taylor) está en su apartamento cuando de repente experimenta una visión de alguien con un cuchillo acercándose a un hombre parado en un baño. Más tarde, la policía es llamada a un motel, donde encuentran muerto al hombre de la visión de Marty en el baño de una de las habitaciones; la policía también descubre a Marty escondida en la ducha. Suponiendo que ella es la asesina, la policía va a arrestarla pero rápidamente se dan cuenta de que está ciega. Sin estar seguros de cómo una mujer ciega pudo cometer el crimen, el detective Lloyd Pennock (Blu Mankuma) llama a Fox Mulder (David Duchovny) y Dana Scully (Gillian Anderson). Pennock cree que Marty posee un "sexto sentido" que le permitió matar. Marty es interrogada y se vuelve más sospechosa cuando dice cosas que solo la parte culpable debe saber. Mulder se convence de que Marty de alguna manera observó el asesinato, a pesar de su discapacidad. Mientras tanto, Scully descubre un guante de cuero escondido detrás de un viejo contenedor de desechos de navajas en la escena del crimen.
De repente, Marty experimenta otra visión: el asesino se acerca a una mujer, Susan Forester, en un bar. Marty puede ver el nombre del bar en su visión, por lo que cuando termina su premonición, pide hacer una llamada telefónica a un bar; allí, advierte a un hombre llamado Gotts (Richard Fitzpatrick) que deje a Forester en paz. Más tarde, Scully le muestra el guante a Marty, quien le informa que se encontraron sus huellas dactilares en él y que le queda bien. Pennock concluye que la evidencia es suficiente para acusar a Marty, pero Mulder todavía no cree que sea culpable. Después de que Scully plantea la posibilidad de que Marty no esté ciego, se realiza un examen ocular, durante el cual Marty experimenta otra visión. Durante este evento, Mulder nota que el dispositivo usado para medir la vista de Marty tiene una reacción. Mientras que el examinador cree que Marty es verdaderamente ciega, Mulder cree que ella podría estar reaccionando a visiones del ojo de su mente.
El fiscal de distrito señala que no tienen pruebas suficientes para acusar a una mujer ciega, por lo que liberan a Marty. De camino a casa, una vez más tiene una visión, esta vez de Gotts atacando a Forester. Marty llega demasiado tarde para salvar a la mujer, por lo que regresa a la comisaría y confiesa los asesinatos. Mulder, convencido de que Marty es inocente, habla con Marty sobre el asesinato de su madre. Se revela que Gotts es en realidad el padre de Marty y mató a su madre cuando aún estaba en el útero. Mulder le dice a Marty que cree que le dieron la habilidad de "ver" visiones en su mente. También se revela que Gotts pasó treinta años (es decir, toda la vida de Marty) en prisión hasta que fue puesto en libertad condicional recientemente. Marty revela la última ubicación conocida de Gotts a Mulder y Scully, mientras Pennock la lleva de regreso a su apartamento para recoger algunas cosas antes de entrar en custodia protectora. Mientras empaca, Marty tiene una visión de Gotts en el vestíbulo de su apartamento; ella noquea a Pennock, toma su arma y espera a que Gotts la encuentre. Mulder se da cuenta de que Marty había estado experimentando la vista de Gotts durante los treinta años que estuvo en prisión, lo que significaba que ella también había pasado toda su vida en prisión. Mulder y Scully llegan al apartamento de Marty y descubren que Marty mató a Gotts. La envían a prisión, pero finalmente la liberan de su padre y de las visiones de sus horribles hechos.

## Producción

### Escritura
«Mind's Eye» fue escrito por Tim Minear (su segundo crédito para la serie) y dirigido por Kim Manners. Minear se inspiró para escribir el episodio después de aprender sobre la «visión remota»: la práctica parapsicológica de buscar impresiones sobre un objetivo distante o invisible, supuestamente utilizando la percepción extrasensorial (PES) o «sensación» con la mente. Según se informa, la Agencia Central de Inteligencia gastó $ 20 millones en el «Proyecto Stargate», que fue un proyecto de investigación para determinar si existe la capacidad.
Minear inicialmente tuvo problemas para conceptualizar su idea y señaló: «Podría ser una buena idea para una historia corta, pero ¿cómo haces que todo funcione visualmente?». Para combatir este problema, Minear decidió hacer ciega a la espectadora remota. Trató de hacer que la mujer ciega «no fuera Audrey Hepburn», una referencia a la película de 1967 Wait Until Dark, en la que Hepburn interpretó el papel de una mujer ciega inocente pero aterrorizada. Más tarde dijo: «Quería convertir a [Glenn] en una perra, porque el hecho es que la discapacidad no necesariamente ennoblece a una persona».

### Elenco y rodaje
La estrella invitada de «Mind's Eye» Lili Taylor, se consideró una rareza, ya que generalmente prefería trabajar en la escena del cine independiente. Taylor, sin embargo, era fan de la serie y contactó al director de casting de la serie, Rick Milikan, para preguntarle si estaban interesados en trabajar con ella. Blu Mankuma, quien interpretó el papel del Detective Pennock, había aparecido previamente en el episodio de la primera temporada «Ghost in the Machine». La línea de Mulder «incluso si los guantes te quedan bien, aún puedes absolver», una referencia a los guantes de cuero del caso del asesinato de O.J. Simpson, fue improvisada por Duchovny durante el rodaje.
Durante la filmación del episodio, el director de arte Greg Loewen entabló una discusión con el departamento de iluminación cuando señaló que Glenn, al ser ciega, no necesitaba lámparas ni otras luces. El departamento bromeó: «Aunque The X-Files es un programa oscuro, no es tan oscuro». Las visiones remotas «staccato» y «pesadilla» que experimenta Glenn fueron creadas en posproducción por la supervisora de efectos visuales Laurie Kallsen-George.

## Emisión y recepción
«Mind's Eye» se estrenó en la cadena Fox en los Estados Unidos el 19 de abril de 1998. Obtuvo una calificación Nielsen de 10,4, con un 16 por ciento de cuota, lo que significa que aproximadamente el 10,4 por ciento de todos los hogares equipados con televisión y el 16 por ciento de los hogares que ven televisión sintonizaron el episodio. Fue visto por 16,53 millones de espectadores. «Mind's Eye» también fue nominada a varios premios Emmy. Taylor fue nominada para un premio en la categoría de Mejor Actriz Invitada en una Serie Dramática, una nominación compartida por sus compañeros de X-Files, la estrella invitada Veronica Cartwright, aunque ganó Cloris Leachman. El editor Casey O Rohrs fue nominado a Mejor edición de imágenes con una sola cámara.
El episodio recibió críticas moderadamente positivas de los críticos de televisión, y muchos elogiaron la actuación de Taylor como Glenn. Zack Handlen de The A.V. Club le dio al episodio una crítica moderadamente positiva y le otorgó una B+. Criticó un poco que la capacidad de Glenn para ver visiones no se amplió lo suficiente; finalmente llamó a la explicación de Mulder «basura». Sin embargo, Handlen elogió a la estrella invitada Taylor y Duchovny, señalando que «Taylor es convincente en el papel, y Duchovny hace un buen trabajo al hacer que sus líneas suenen más lógicas de lo que realmente son». Finalmente concluyó que la entrada «no es exactamente un mal episodio», pero que «está lejos de ser excelente».
Paula Vitaris de Cinefantastique le dio al episodio una crítica moderadamente positiva y le otorgó dos estrellas y media de cuatro. Vitaris hizo comparaciones entre la entrega y el episodio de la tercera temporada «Oubliette». Sin embargo, señaló que debido a que «los nuevos episodios no tienen la conexión específica que “Oubliette” estableció entre Lucy y la hermana de Mulder, Samantha, no toca el corazón tan profundamente». Sin embargo, elogió la actuación de Taylor y escribió que «es [Taylor] quien hace que “Mind's Eye” sea verdaderamente memorable». Robert Shearman y Lars Pearson, en su libro Wanting to Believe: A Critical Guide to The X-Files, Millennium & The Lone Gunmen, calificaron el episodio con tres estrellas de cinco. Los dos llamaron a la entrada «sólida, aunque no espectacular», y señalaron que, una vez que se desarrolla la premisa, «realmente no hay mucha profundidad que extraer de ella». Sin embargo, Shearman y Pearson concluyeron que «el episodio funciona, no obstante, gracias a una excelente actuación central de Lili Taylor [quien] brinda el mejor turno de estrella invitada del año, brindando fuerza, ira y un humor redentor a una mujer ciega que ha adaptado el mundo a su discapacidad».